# 901-es busz (Miskolc)
A miskolci 901-es jelzésű autóbuszvonal Majális-park / Felső-Majláth és a Szondi György utca között húzódó éjszakai helyi vonal, amelyet a Miskolc Városi Közlekedési Zrt. üzemeltet.

## Története
Az éjszakai autóbuszt 2023. október 14-én indította el az MVK Zrt az 1É éjszakai buszok utódaként. Az Újgyőri főtér helyett induló végállomása a kelet-nyugati tengelyen átívelő 1-es villamosvonal végállomása, a Felső-Majláth lett. Napjában egyszer az 1-es és 1G-s buszok végpontjától, a Majális-parktól indul.

## Útvonala
| Majális-park – Felső-Majláth – Villanyrendőr – Tiszai pályaudvar – Szondi György utca |
| --- |
| Majális-park – Hegyalja út – Felső-Majláth – Hegyalja út – Árpád út – Táncsics Mihály tér – Kiss tábornok utca – Andrássy utca – Harmadik utca – Első utca – Vasgyári út – Újgyőri főtér – Andrássy utca – Győri kapu – Szent Anna tér – Szent István utca – Malomszög utca – Ilona utca – Vologda utca – Fazekas utca – Kazinczy Ferenc utca – Szemere Bertalan utca – Uitz Béla utca – Vörösmarty Mihály utca – Soltész Nagy Kálmán utca – Bajcsy-Zsilinszky út – Baross Gábor út – Kandó Kálmán tér – Baross Gábor út – Üteg utca – Szondi György utca |

## Közlekedése
Indításai naponta történnek a hajnali órákban, kizárólag odairányban.
| Viszonylat                         | Indításszám | Közlekedési rend |
| ---------------------------------- | ----------- | ---------------- |
| Majális-park – Szondi György utca  | 1 oda       | naponta          |
| Felső-Majláth – Szondi György utca | 4 oda       | naponta          |

## Megállóhelyei
| 901 (Majális-park – Felső-Majláth – Villanyrendőr – Tiszai pályaudvar – Szondi György utca) | 901 (Majális-park – Felső-Majláth – Villanyrendőr – Tiszai pályaudvar – Szondi György utca) | 901 (Majális-park – Felső-Majláth – Villanyrendőr – Tiszai pályaudvar – Szondi György utca) | 901 (Majális-park – Felső-Majláth – Villanyrendőr – Tiszai pályaudvar – Szondi György utca) | 901 (Majális-park – Felső-Majláth – Villanyrendőr – Tiszai pályaudvar – Szondi György utca) | 901 (Majális-park – Felső-Majláth – Villanyrendőr – Tiszai pályaudvar – Szondi György utca) | 901 (Majális-park – Felső-Majláth – Villanyrendőr – Tiszai pályaudvar – Szondi György utca) | 901 (Majális-park – Felső-Majláth – Villanyrendőr – Tiszai pályaudvar – Szondi György utca) |
| Sorszám (↓)                                                                                 | Sorszám (↓)                                                                                 | Megállóhely                                                                                 | Kilométer (↓)                                                                               | Kilométer (↓)                                                                               | Perc (↓)                                                                                    | Perc (↓)                                                                                    | Átszállási kapcsolatok |
| ------------------------------------------------------------------------------------------- | ------------------------------------------------------------------------------------------- | ------------------------------------------------------------------------------------------- | ------------------------------------------------------------------------------------------- | ------------------------------------------------------------------------------------------- | ------------------------------------------------------------------------------------------- | ------------------------------------------------------------------------------------------- | --- |
| 0                                                                                           | ∫                                                                                           | Majális-park végállomás                                                                     | 0.0 km                                                                                      | ∫                                                                                           | 0                                                                                           | ∫                                                                                           | 1, 1VP, 5, 15, 53, 54, ZOO 1383 3755 |
| 1                                                                                           | ∫                                                                                           | Papírgyár                                                                                   | 0.4 km                                                                                      | ∫                                                                                           | 1                                                                                           | ∫                                                                                           | 1, 1VP, 5, 15, 53, 54, ZOO 1383 3755 |
| 2                                                                                           | ∫                                                                                           | Hóvirág utca                                                                                | 1.0 km                                                                                      | ∫                                                                                           | 3                                                                                           | ∫                                                                                           | 1, 1VP, 5, 15, 53, 54, ZOO |
| 3                                                                                           | 0                                                                                           | Felső-Majláth vonalközi végállomás (54-es felsázllóhely)                                    | 1.7 km                                                                                      | 0.0 km                                                                                      | 5                                                                                           | 0                                                                                           | 1, 1G, 1VP, 5, 15, 21, 53, 54, 101B, ZOO 1053, 1383 3753, 3755 1 |
| 4                                                                                           | 1                                                                                           | Felső-Majláth (1-es megállóhely)                                                            | 2.1 km                                                                                      | 0.4 km                                                                                      | 6                                                                                           | 1                                                                                           | 1, 1G, 1VP, 5, 15, 21, 53, 54, 101B, ZOO 1053, 1383 3753, 3755 1 |
| 5                                                                                           | 2                                                                                           | Alsó-Majláth                                                                                | 2.7 km                                                                                      | 1.0 km                                                                                      | 7                                                                                           | 2                                                                                           | 1, 1G, 1VP, 15, 21, 53, 54, 101B 3755 1 |
| 6                                                                                           | 3                                                                                           | Diósgyőr városközpont                                                                       | 3.3 km                                                                                      | 1.6 km                                                                                      | 8                                                                                           | 3                                                                                           | 1, 1G, 1VP, 15, 21, 53, 54, 101B 1383 3755 1 |
| 7                                                                                           | 4                                                                                           | Táncsics tér                                                                                | 3.8 km                                                                                      | 2.1 km                                                                                      | 9                                                                                           | 4                                                                                           | 1, 1G, 21, 53, 54, 101B 1383 3755 |
| 8                                                                                           | 5                                                                                           | LÁEV (kisvasút)                                                                             | 4.5 km                                                                                      | 2.8 km                                                                                      | 10                                                                                          | 5                                                                                           | 1, 1G, 21, 53, 54, 101B 1 Miskolc-Dorottya utca–Lillafüred–Garadna-vasútvonal, Miskolc-Dorottya utca–Mahóca-vasútvonal |
| 9                                                                                           | 6                                                                                           | Diósgyőri Gimnázium                                                                         | 4.9 km                                                                                      | 3.2 km                                                                                      | 11                                                                                          | 6                                                                                           | 1, 1G, 1VP, 53, 54 1383 3755 1, 1A |
| 10                                                                                          | 7                                                                                           | Bulgárföld városrész                                                                        | 5.3 km                                                                                      | 3.6 km                                                                                      | 12                                                                                          | 7                                                                                           | 1, 1G, 1VP, 6, 53, 54 1383 3755 1, 1A |
| 11                                                                                          | 8                                                                                           | Újgyőri piac                                                                                | 6.2 km                                                                                      | 4.5 km                                                                                      | 13                                                                                          | 8                                                                                           | 1, 1G, 1VP, 6, 16, 53, 54 3756 1, 1A, 2 |
| 12                                                                                          | 9                                                                                           | Újgyőri főtér (1–21 BE megállóhely)                                                         | 6.5 km                                                                                      | 4.8 km                                                                                      | 14                                                                                          | 9                                                                                           | 1, 1G, 1VP, 6, 9, 16, 19, 21, 21G, 29, 39, 53, 54, 68, 101B 1053, 1383 3753, 3755, 3756 1, 1A, 2 |
| 13                                                                                          | 10                                                                                          | Avar utca                                                                                   | 6.8 km                                                                                      | 5.1 km                                                                                      | 15                                                                                          | 10                                                                                          | 1, 1G, 1VP, 6, 9, 16, 19, 21, 21G, 29, 39, 53, 54, 68, 101B 1053, 1383 3753, 3755, 3756 1, 1A, 2 |
| 14                                                                                          | 11                                                                                          | Örs utca                                                                                    | 7.6 km                                                                                      | 5.9 km                                                                                      | 16                                                                                          | 11                                                                                          | 1, 1G, 1VP, 29, 39, 54, 101B 1, 1A, 2 |
| 15                                                                                          | 12                                                                                          | Zoltán utca                                                                                 | 7.9 km                                                                                      | 6.2 km                                                                                      | 17                                                                                          | 12                                                                                          | 1, 1G, 1VP, 29, 39, 54, 101B 1383 3755 1, 1A, 2 |
| 16                                                                                          | 13                                                                                          | Aba utca                                                                                    | 8.5 km                                                                                      | 6.8 km                                                                                      | 18                                                                                          | 13                                                                                          | 1, 1G, 29, 39, 54, 101B 1383 3755 |
| 17                                                                                          | 14                                                                                          | Szent Anna tér                                                                              | 9.2 km                                                                                      | 7.5 km                                                                                      | 19                                                                                          | 14                                                                                          | 1, 1G, 1VP, 29, 39, 54, 101B 1383 3755 1, 1A, 2 |
| 18                                                                                          | 15                                                                                          | Malomszög utca                                                                              | 9.7 km                                                                                      | 8.0 km                                                                                      | 20                                                                                          | 15                                                                                          | 1VP 1, 1A, 2 |
| 19                                                                                          | 16                                                                                          | Vologda városrész                                                                           | 9.9 km                                                                                      | 8.2 km                                                                                      | 21                                                                                          | 16                                                                                          | 1, 1G, 34, 34G, 54, 101B |
| 20                                                                                          | 17                                                                                          | Dózsa György utca                                                                           | 10.5 km                                                                                     | 8.8 km                                                                                      | 22                                                                                          | 17                                                                                          | 1, 1G, 34, 34G, 54, 101B 1053, 1383 3701, 3735, 3755 |
| 21                                                                                          | 18                                                                                          | Petőfi tér (1-es megállóhely)                                                               | 11.0 km                                                                                     | 9.3 km                                                                                      | 23                                                                                          | 18                                                                                          | 1, 1G, 11, 12, 14, 14G, 20, 34, 34G, 36, 54, 101B, 900, 914, 935 1383 3755 |
| 22                                                                                          | 19                                                                                          | Petőfi tér (14-es megállóhely)                                                              | 11.1 km                                                                                     | 9.4 km                                                                                      | 23                                                                                          | 18                                                                                          | 1, 1G, 11, 12, 14, 14G, 20, 34, 34G, 36, 54, 101B, 900, 914, 935 1383 3755 |
| 23                                                                                          | 20                                                                                          | Hősök tere                                                                                  | 11.3 km                                                                                     | 9.6 km                                                                                      | 24                                                                                          | 19                                                                                          | 14, 14G, 28, 34, 35, 36, 43, 44, 900, 914, 935 |
| 24                                                                                          | 21                                                                                          | Villanyrendőr                                                                               | 11.7 km                                                                                     | 10.0 km                                                                                     | 25                                                                                          | 20                                                                                          | 1VP, 14, 14G, 28, 34, 35, 36, 43, 44, 900, 914, 935, Auchan 1 1, 1A, 2 |
| 25                                                                                          | 22                                                                                          | Szemere utca                                                                                | 11.9 km                                                                                     | 10.2 km                                                                                     | 26                                                                                          | 21                                                                                          | 14G, 21, 21G, Auchan 1 |
| 26                                                                                          | 23                                                                                          | Vörösmarty városrész                                                                        | 12.5 km                                                                                     | 10.8 km                                                                                     | 27                                                                                          | 22                                                                                          | 3A, 14G, 21, 21G, 24, 32, 35, 45, Auchan 1 1050, 1369, 1370, 1372, 1375, 1376, 1377, 1380, 1381 3738, 3739, 3740, 3741, 3742, 3743, 3744, 3745, 3746, 3747, 3748, 3749, 3750, 3751, 3752, 4019                                            |
| 27                                                                                          | 24                                                                                          | Vízügyi Igazgatóság                                                                         | 12.9 km                                                                                     | 11.2 km                                                                                     | 28                                                                                          | 23                                                                                          | 3A, 4, 14G, 21, 21G, 30, 31, 35, 35G, 101B, Auchan 1 1050, 1369, 1370, 1372, 1375, 1376, 1377, 1380, 1381 3738, 3739, 3740, 3741, 3742, 3743, 3744, 3745, 3746, 3747, 3748, 3749, 3750, 3751, 3752, 4019                                  |
| 28                                                                                          | 25                                                                                          | Selyemrét                                                                                   | 13.7 km                                                                                     | 12.0 km                                                                                     | 30                                                                                          | 25                                                                                          | 1, 1G, 1VP, 3, 7, 12G, 14G, 20, 21, 21G, 30, 31, 32, 34G, 35, 35G, 900, 935, Auchan 1 3706, 3724, 3726, 3732, 3738, 3752 1, 1A, 2 |
| 29                                                                                          | 26                                                                                          | Tiszai pályaudvar (leszállóhely)                                                            | 14.5 km                                                                                     | 12.8 km                                                                                     | 32                                                                                          | 27                                                                                          | 1, 1G, 1VP, 3, 3A, 8, 12G, 21, 30, 31, 101B, 900, 935 1383 3706, 3726, 3732, 3738, 3752, 3753, 3755, 3764 IC, személyvonat – Miskolc-Tiszai [80/90/92/94.] 1, 1A, 2                                                                       |
| 30                                                                                          | 27                                                                                          | Üteg utca                                                                                   | 15.0 km                                                                                     | 13.3 km                                                                                     | 33                                                                                          | 28                                                                                          | 1G, 7, 8, 12G, 14G, 20, 21, 21G, 30, 31, 32, 34G, 35, 35G, 101B, 900, 935 |
| 31                                                                                          | 28                                                                                          | Szondi György utca végállomás                                                               | 15.4 km                                                                                     | 13.7 km                                                                                     | 34                                                                                          | 29                                                                                          | 1, 1G, 3A, 7, 8, 12G, 14G, 20, 21, 21G, 30, 31, 32, 34G, 35, 35G, 101B, 900, 935, Auchan 1 3706, 3710, 3712, 3715, 3716, 3717, 3718, 3719, 3720, 3721, 3722, 3723, 3724, 3726, 3727, 3728, 3729, 3730, 3731, 3733, 3734, 3735, 3736, 3737 |